# Reynosia moaensis
Reynosia moaensis är en brakvedsväxtart som beskrevs av A.Borhidi och O. Muniz. Reynosia moaensis ingår i släktet Reynosia och familjen brakvedsväxter. Inga underarter finns listade i Catalogue of Life.